# Podvežica
Podvežica (italienska: Vesizza inferiore) är ett lokalnämndsområde i Rijeka i Kroatien. Tillsammans med lokalnämndsområdet Gornja Vežica (Övre Vežica) utgör Podvežica stadsdelen och området Vežica.

## Etymologi
Ursprunget till toponymen "Vežica" (italienska: Vesizza) är inte klarlagd. Prepositionen "pod" har betydelsen 'under'. Lokalnämndsområdets namn kan därmed översättas till "undervežica" vilket kan hänföras till dess geografiska läge i förhållande till Gornja Vežica (Övre Vežica). Det italienskspråkiga namnet "Vesizza inferiore" betyder 'Nedre Vežica' och benämningen har en kroatiskspråkig motsats (Donja Vežica) som används i folkmun för området. Även den dialektala varianten "Doljna Vežica" förekommer.    

## Historia
Stadsdelen Vežica låg ursprungligen i vad som räknades till Rijekas periferi. Den dåvarande bosättningen Podvežica, idag ett urbaniserat lokalnämndsområde, omnämns år 1670 och hade förr alla typiska karaktäristika för en by: små stenhus där husfolket via trappor nådde boytan på första våningen och boskapen hölls på markplan i samma byggnad. Byn hörde tidigare till Bakars stift. Först på 1970-talet började större flerbostadshus att uppföras i området som då antog den urbaniserade prägel som den har idag.

## Geografi
Lokalnämndsområdet Podvežica är beläget i sydöstra Rijeka och gränsar till lokalnämndsområdena Pećine i söder, Krimeja och Vojak i nordväst samt Gornja Vežica i norr. I öster gränsar lokalnämndsområdet till havet där det finns mindre badstränder och vikar lämpliga för bad. 

## Byggnader och anläggningar (urval)
- Heliga Thérèse av Jesusbarnets kyrka – romersk-katolsk kyrka invigd den 8 december 1940.[5]
- Krimejastadion – fotbollsstadion invigd år 1920.[6][7] Ligger i och är uppkallad efter stadsdelen Krimeja. Denna del eller "hörn" av Krimeja tillhör dock i administrativ bemärkelse lokalnämndsområdet Podvežica.
- Sušaks elevhem
- Vežicas förskola
- Vežicas grundskola
- Vežicas hälsocenter